# Eugenia Smith
Eugenia Smith (Chicago, 25 gennaio 1899 – North Kingstown, 31 gennaio 1997) è stata una scrittrice statunitense.
Conosciuta anche sotto il nome di Eugenia Drabek Smetisko, è l'autrice dell'autobiografia La granduchessa Anastasija Nikolaevna Romanova nella quale proclama di essere appunto la granduchessa Anastasija Nikolaevna Romanova. Sebbene molte donne si sono fatte passare per la granduchessa Anastasia dall'inizio della seconda guerra mondiale, solo lei ed Anna Anderson sono riuscite ad ottenere dei crediti.

## Vita
È diventata molto celebre negli Stati Uniti quando la rivista statunitense Life pubblica un articolo, il 18 ottobre 1963, affermando che la donna sembrava essere la vera Anastasia. Tuttavia, la rivista ha fatto osservare che la "pseudo-Anastasia" non è riuscita a convincere due antropologi che hanno confrontato il suo viso con quello di Anastasia, ed una grafologa che non ha trovato nessuna somiglianza tra la sua scrittura con quella della granduchessa. Eugenia rifiutò svariate volte di sottoporsi al test del DNA per confermare i dubbi degli scienziati.

## Curiosità
- Eugénia Smith[1] era appassionata di pittura. Nei suoi quadri rappresentava delle scene della sua pretesa infanzia con la famiglia imperiale. Questi quadri, ora, fanno parte di una collezione privata.
- Eugenia creò la fondazione "Santo Nicola II".
- All'epoca della sua morte, molti giornali hanno annunciato il suo decesso con la data di nascita di Anastasia.
- Contrariamente ad Anna Anderson che fu cremata dopo la sua morte, Eugénia Smith fu sepolta nel cimitero Santa Trinidad del monastero ortodosso di Jordanville, a New York. La cremazione è vietata in Russia.